# 尤格·馬夫羅帕薩里迪斯
尤格·馬夫羅帕薩里迪斯（希臘語：Γιώργος Μαυροψαρίδης，羅馬化：Giorgos Mavropsaridis，1954年11月21日—）是一名希臘電影剪輯師。他因與尤格·藍西莫合作而知名，迄今為止，他剪輯了藍西莫的所有電影。他畢業於倫敦電影學校，在廣告工作中磨練了自己的技巧。他曾以《真寵》和《可憐的東西》獲得奧斯卡最佳影片剪輯獎提名。

## 外部連結
- 尤格·馬夫羅帕薩里迪斯在互联网电影资料库（IMDb）上的資料（英文）